# Йохан Н'зи
Йохан Н'Зи (на френски: Johan N'zi) е френски професионален футболист, атакуващ полузащитник, състезател на българският елитен тим ФК „Хебър“ (Пазарджик).
Роден е в Париж, Франция, но прави първи стъпки в организирания футбол като юноша на френския тим РК Страсбург.
След като напуска младежките формации, Йохан Н'Зи преминава през няколко тима във Франция, Германия, Португалия, а през сезон 2022/2023 играе за белгийския тим на Ловиер, от който през септември 2023 г. преминава в българския тим на ФК „Созопол“. След като отборът изпада в Трета лига, Н'Зи облича екипа на ФК „Спартак“ (Варна).
От февруари 2024 г. е състезател на ФК „Хебър“ (Пазарджик). Прави дебют за отбора от Пазарджик на 16 февруари 2024 г., в двубоя с ФК „Локомотив“ (София), влизайки като резерва в 76-ата минута на мача.